# Grammomys kuru
Grammomys kuru är en däggdjursart som först beskrevs av Thomas & Wroughton 1907.  Grammomys kuru ingår i släktet Grammomys och familjen råttdjur. Inga underarter finns listade i Catalogue of Life.
I nyare taxonomiska avhandlingar valdes det nyare namnet G. kuru istället för G. rutilans för att undvika en sammanblandning med den sydamerikanska gnagaren Oxymycterus rufus (synonym Oxymycterus rutilans). Zoologerna är oense om taxonet Grammomys poensis ska listas som synonym (som här) eller som självständig art.
Denna gnagare förekommer i västra och centrala Afrika från östra Liberia till Uganda och Rwanda. Habitatet utgörs av fuktiga och halvtorra skogar i låglandet och i bergstrakter.
Artens kroppslängd (huvud och bål) är 105 till 120 mm, svanslängden är 160 till 204 mm och vikten varierar mellan 41 och 61 g. Grammomys kuru har 21 till 30 mm långa bakfötter och 14 till 16 mm långa öron. Pälsen har på ovansidan en gråbrun färg och på ryggens centrum är pälsen främst rödbrun, med några längre svarta hår inblandade. Det finns en tydlig gräns mot den krämvita till ljus orange undersidan. Denna gräns har en kanelbrun till orange färg. Även på huvudet förekommer gråbrun päls som är på nosen lite rödaktig. Dessutom kännetecknas nosen av svarta morrhår. En vit fläck vid örat saknas. Vid framtassarna är tummen bara en liten puckel. Den långa svansen är täckt av fjäll och av några mörka hår. Svansens spets kan i viss mån användas som gripverktyg. Dessutom är lilltån något motsättlig och används för att gripa kvistar. Honor har 4 spenar.
Individerna är aktiva på natten och klättrar främst i växtligheten. De bygger sina bon i form av en boll av lianer, gräs och liknande växtdelar. När Grammomys kuru känner sig hotad i boet flyr den mot marken och gömmer sig i en jordhåla. Detta beteende förekommer sällan hos trädlevande gnagare. Djuret äter främst frukter som kompletteras med några blad, andra gröna växtdelar, blommor och insekter. I magsäcken hittades däremot inga frön. Varje vuxen individ har sitt eget näste och hannar är troligen aggressiva mot artfränder av samma kön.
Fortplantningen sker främst i samband med regntiderna. Efter cirka 24 dagar dräktighet föder honan upp till tre ungar per kull. De är i början blinda och döva. Ungen suger sig fast vid en spene och följer även med när honan letar efter föda. Efter ungefär 13 veckor är ungarna full utvecklade.
Gnagaren jagas av manguster som långnosad mangust och av andra mindre rovlevande djur.